# 茨城県立藤代紫水高等学校
茨城県立藤代紫水高等学校（いばらきけんりつ ふじしろしすいこうとうがっこう）は、茨城県取手市紫水一丁目に所在する公立の高等学校。

## 設置学科
- 普通科

## 概要
2004年に、アメリカのユーバ市立高校 (Yuba City High School) と姉妹校として提携を結んだ。
元々、所在地は取手市浜田660番地であったが、2008年2月21日に同校周辺の浜田、上萱場地区の一部が、校名にちなんで「紫水」と名づけられた。

## 部活動
男子ハンドボール部が、全国高等学校ハンドボール選抜大会において2006年、2007年と2年連続で優勝した。
インターハイは2年連続準優勝した。
書道部が多くの展覧会入選実績をもつ。
高校では数少ない空手道部がある。
- 空手道部
- 柔道部
- 剣道部
- 野球部
- サッカー部
- バドミントン部
- ソフトテニス部
- バレーボール部
- 卓球部
- バスケットボール部
- ハンドボール部
- 陸上部
- ラグビー部
- 演劇部
- 書道部
- 軽音楽部
- 吹奏楽部
- JRC（ボランティア部）
- マイコン部（コンピュータ部）

## 交通
- 最寄りの鉄道駅は、JR常磐線藤代駅、または常磐線龍ケ崎市駅・関東鉄道竜ヶ崎線佐貫駅である。
- 最寄りのバス停留所は、「藤代紫水高校」（徒歩約3分）である。
  - 藤代駅（北口）から、「自由ヶ丘団地行き」（関東鉄道）に乗車し、「藤代紫水高校」下車。または、取手市コミュニティバス「ことバス」東北部ルートに乗車し、「紫水高校」下車。龍ケ崎市駅・佐貫駅から当校まで行く交通機関はない。

## 著名な出身者
- HAYATO - 元キックボクサー
- 石本豊 - 元プロ野球選手
- 田口昌徳 - 元プロ野球選手
- 小室大地 - ハンドボール選手
- 信太弘樹 - ハンドボール選手
- 木村昌丈 - ハンドボール選手
- 池辺大貴 - ハンドボール選手
- 元木博紀 - ハンドボール選手
- 康本侃司 - ハンドボール選手
- 入谷泰成 - ハンドボール選手
- 松岡寛尚 - ハンドボール選手
- 長崎峻侑 - トランポリン競技選手

## その他
- 1987（昭和62）年6月20日（土曜日）、当該高校1年生で当時15歳の女子生徒が部活帰りに行方不明になる事件が発生した。当時使っていたバッグや自転車は発見されているが女子生徒は発見にいたっておらず、特定失踪者問題調査会ホームページでは失踪者リストに名を連ねている。[1][2]